# Classless Act
Classless Act — американський рок-гурт з Лос-Анджелеса. Гурт відомий тим, що відкривав концерти для гуртів Def Leppard і Mötley Crüe у турі The Stadium Tour у 2022 році. 

## Історія
Гурт Classless Act існував в різних складах з 2016 року, а нинішня інкарнація гурту сформувалася в 2019 році. 
Гурт був створений барабанщиком Лондоном Хадсоном (London Hudson) і гітаристом Ніко Цангарісом (Niko Tsangaris), обидва з тих пір покинули гурт.
Дебютний сингл гурту, «Give It To Me», вийшов у 2021 році.
9 липня 2021 року було оголошено, що гурт Classless Act буде відкривати концерти для гуртів Def Leppard і Mötley Crüe у турі The Stadium Tour замість гурту Tuk Smith and The Restless Hearts.
24 червня 2022 року гурт Classless Act випустив дебютний альбом Welcome to the Show. Альбом був спродюсований Бобом Роком (Bob Rock) і записаний на домашній студії Томмі Лі (Tommy Lee).
Томмі Лі також рекомендував гуртом розігріву для туру гуртів Def Leppard і Mötley Crüe.
Для запису альбому були запрошені гості Вінс Ніл (Vince Neil), Джастін Хокінс (Justin Hawkins) і Кіт Нельсон (Keith Nelson).
27 вересня 2022 року на концерті в честь Тейлора Гокінса (Taylor Hawkins) на арені Kia Forum в Інглвуді, штат Каліфорнія, вокаліст Дерек Дей виконав пісні Mötley Crüe, «Live Wire» і «Home Sweet Home», разом з Томмі Лі, Ніккі Сікксом (Nikki Sixx) і Дейвом Гролом (Dave Grohl).

## Учасники гурту

### Поточні
- Дерек Дей (Derek Day) — вокал, гітара, клавішні
- Гріффін Такер (Griffin Tucker) — гітара, вокал, барабани, фортепіано
- Дейн Піпер (Dane Pieper) — ритм-гітара, вокал
- Франко Граванте (Franco Gravante) — бас, вокал, гітара, клавішні, фортепіано
- Чак МакКіссок (Chuck McKissock) — барабани, бас, вокал

## Дискографія
- Welcome to the Show (2022)
- Welcome to the Acoustic Show (EP) (2022)